# Svelvik
Svelvik é uma comuna da Noruega, com 57 km² de área e 6 445 habitantes (censo de 2004).         